# Listă de localități din Bulgaria

## A
- Agatovo
- Aitos
- Anghelov
- Asenovgrad

## C
- Ceavdar
- Cernodăb
- Cernomorți
- Cernookovo
- Cirpan
- Ciukarovo

## G
- Ghighen

## S
- Snop
- Sofia
- Stara Zagora
- Sveshtari[1]

## Ț
- Țrăncea

## V
- Varnik
- Vidin
- Vladimirovo

## Z
- Zmeița
- Zograf